# Canthigaster punctata
Canthigaster punctata är en fiskart som beskrevs av Keiichi Matsuura 1992. Canthigaster punctata ingår i släktet Canthigaster och familjen blåsfiskar. Inga underarter finns listade.